# Agriculture au Niger

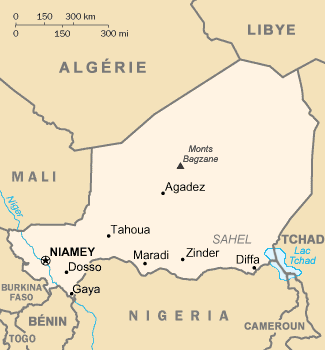
Carte du Niger.

L'agriculture au Niger est le secteur le plus important de l'économie, représentant plus de 40% du produit intérieur brut national et constituant la principale source de revenus pour plus de 80% de la population (2020). Les principales cultures d'exportation sont le dolic, le coton, et les arachides, tandis que les principales cultures vivrières sont le millet, le sorgho, le manioc, le riz, la sucre de canne, et quelques légumes. L'élevage constitue également une activité agricole.

## Géographie
Dans la région du Sahara nigérien, l'agriculture irriguée n'est possible que dans les oasis, par exemple dans le massif de l'Aïr.
Seule l'étroite bande le long de la frontière nigériane se trouve dans la zone sahélienne est adaptée à l'agriculture pluviale. La saison des pluies dure moins de trois à quatre mois et est caractérisée par une variabilité des précipitations.
La majorité de la population du Niger, les résidents ruraux engagés dans les cultures, sont regroupés dans le centre-sud et le sud-ouest du pays, dans les zones du Sahel susceptibles de recevoir entre 300 et 600 mm de précipitations par an. Une petite zone située à l'extrémité sud du pays, autour de Gaya, peut recevoir entre 700 et 900 mm de précipitations. Les zones septentrionales propices aux cultures, telles que les parties méridionales du massif de l'Aïr et l'oasis de Kaouar, dépendent des oasis et d'une légère augmentation des précipitations due aux effets de la montagne. De grandes parties du nord-ouest et de l'extrême est de la nation, bien que situées dans le désert du Sahara, reçoivent juste assez de précipitations saisonnières pour permettre l'élevage semi-nomade. Les populations de ces régions, principalement des Touaregs, des Wodaabes, des Peuls et des Toubous, pratiquent la transhumance : ils se déplacent vers le sud pour faire paître et vendre des animaux pendant la saison sèche, et vers le nord dans le Sahara pendant la brève saison des pluies, tout en maintenant des communautés sédentaires le long de ces itinéraires .

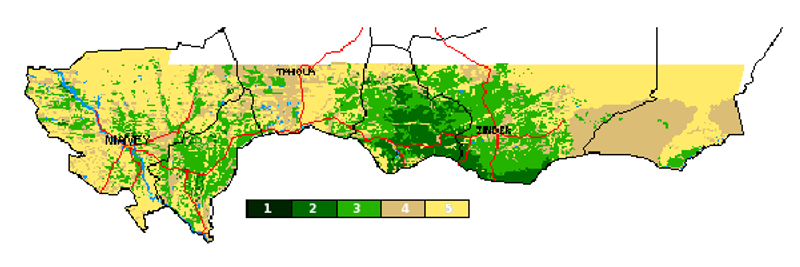
Indicateur d'utilisation des terres cultivées, tiré des données de l'indice de végétation par différence normalisée (NDVI), pour la période 1986-1988.
Échelle : 1= 70% - 100% Couverture des cultures :: 2= 50% - 70% Couverture des cultures :: 3= 30% - 50% Couverture des cultures :: 4= 5% - 30% Couverture des cultures :: 5= 0% - 5% Couverture des cultures.

## Contexte
La majorité de la production agro-sylvo-pastorale est destinée à assurer la sécurité alimentaire des ménages. Le mil est la céréale la plus consommée au Niger et le sorgho, le riz, le maïs et le blé sont cultivés à grande échelle.
Les productions de manioc, de patate douce et du niébé occupent superficies substancielles, suivies par l'arachide, le coton, le sésame, le souchet et les fruits, l'oignon ou le poivron.
Les produits agricoles sont essentiellement cultivés dans des bassins fluviaux en culture irriguée.
Le bétail sur pied demeure la plus importante filière du secteur de l'élevage. La sous-filière viande tributaire du bétail sur pied est destinée à la consommation locale, seules de modestes quantités font l'objet d'exportation vers les pays d'Afrique de l'Ouest comme le Nigéria et la Côte d'ivoire
La déforestation à grande échelle et l'élimination du matériel végétal après la récolte sont un problème recurrent avec pour conséquence la non protection des terres arables du soleil et la perte de l'effet fertilisant par le matériel végétal en décomposition , ayant pour conséquence l'appauvrissement des sols.
Depuis le milieu des années 1980, ce problème est contrecarré par le verdissement systématique grâce à la plantation de l'espèce d'acacia albida qui s'avère plutôt efficace.
En 2006, 3 000 000 ha de terres ont été reverdis, dont 250 000 ha réutilisables pour l'agriculture.
Dans ces zones, les précipitations ont augmenté de 10 à 20 % de 1982 à 1999.
Les changements climatiques sont une menace pour les communautés du Niger où les moyens de subsistance de plus de 80% de la population dépendent de l’agriculture.

## Contribution économique

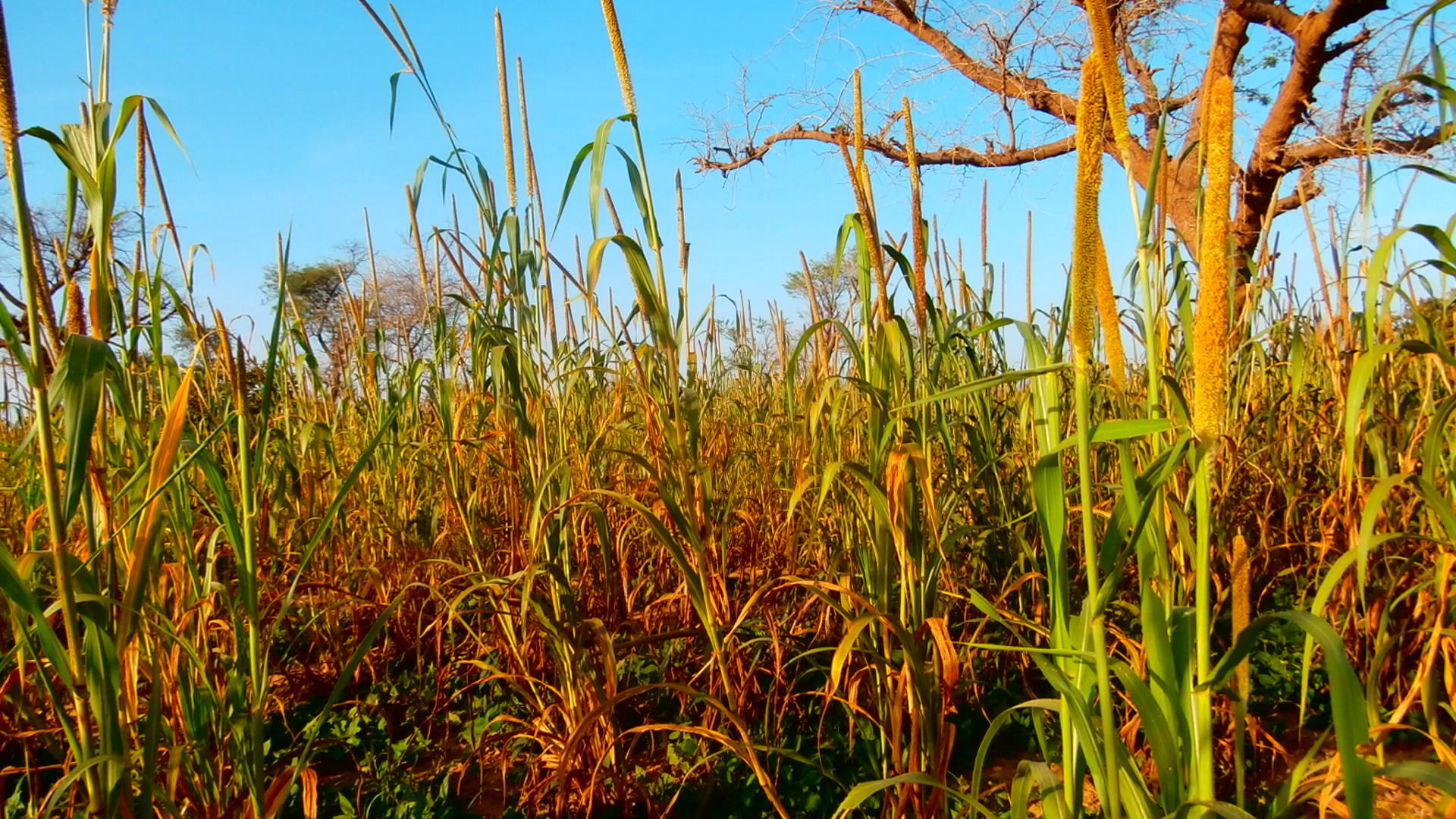
un champ de mil au Niger

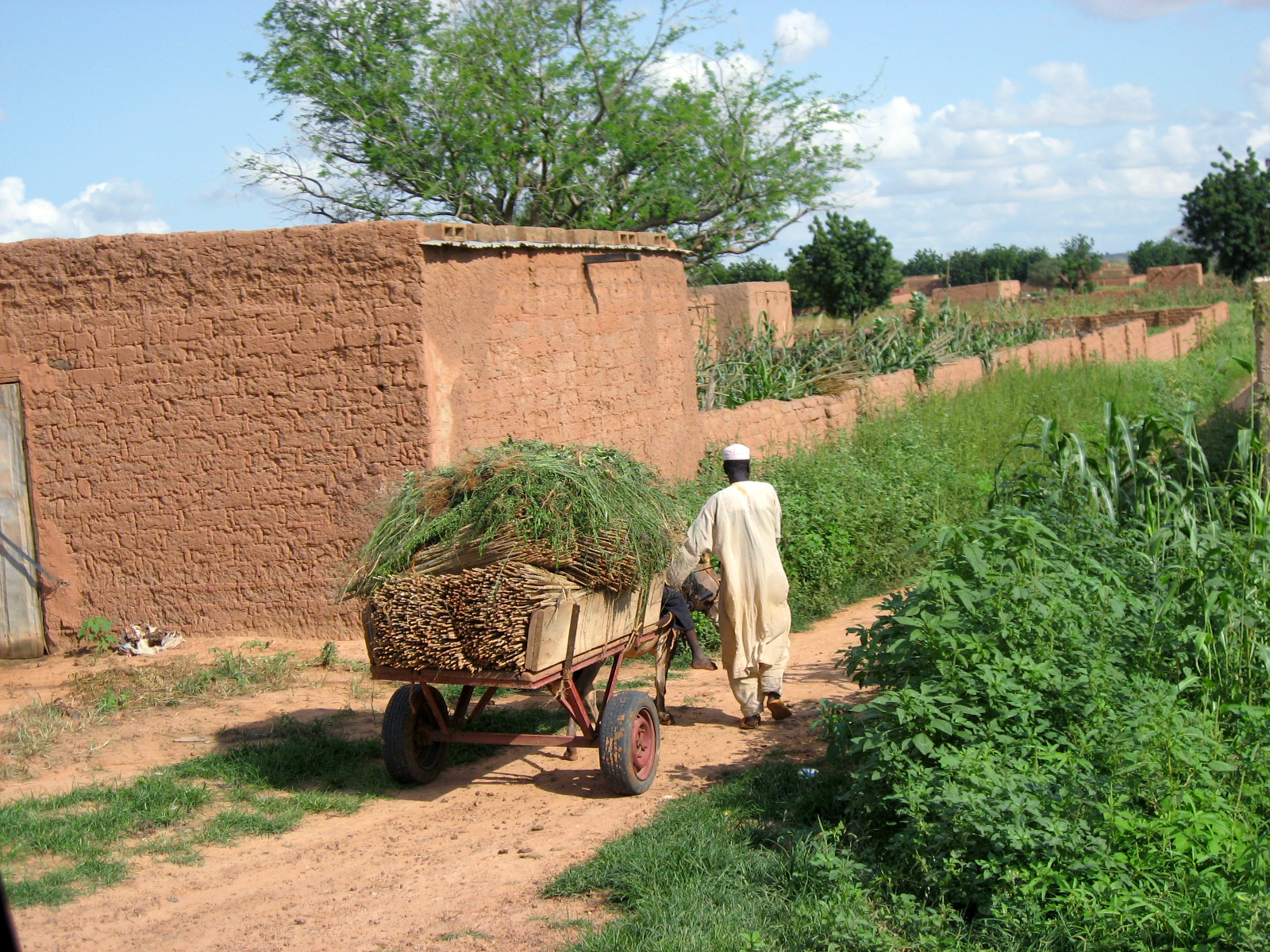
Récolte du sorgho à Koré Maïroua.

L’agriculture vivrière au Niger est principalement axée sur l’autoconsommation et l’économie de subsistance. Elle emploie une grande partie de la main-d’œuvre rurale et contribue à la réduction de la vulnérabilité alimentaire des ménages 
L’agriculture occupe une place prépondérante dans l’économie du Niger. Voici quelques informations sur sa contribution au revenu national :
L’agriculture représente près de 40 % du produit intérieur brut (PIB) du Niger.
En moyenne, elle contribue pour 73,8 % du PIB du secteur primaire et 32,6 % du PIB total.
Elle fournit 44 % des recettes d’exportation et emploie, avec ses principales composantes et l’élevage, plus de 85 % de la population active du pays2.
Cependant, il est important de noter que le secteur agricole du Niger fait face à des défis tels que les changements climatiques, les sécheresses fréquentes et le manque d’accès à l’eau.

## Production
Les cultures vivrières jouent un rôle essentiel dans l’agriculture du Niger, contribuant à l’autosuffisance alimentaire des ménages. Voici quelques-unes des principales cultures cultivées dans le pays :
- Millet : Le Niger est le premier producteur mondial de millet par habitant. Cette céréale est largement consommée et constitue une base alimentaire pour de nombreuses familles[2].
- Sorgho : Le sorgho est une autre céréale importante au Niger. Il est utilisé pour la préparation de bouillies, de galettes et de boissons traditionnelles.
- Manioc : Le manioc est une culture vivrière courante. Ses racines riches en amidon sont utilisées pour la préparation de divers plats.
- Riz : Bien que le riz ne soit pas autochtone au Niger, il est cultivé dans certaines régions grâce à l’irrigation. Il est de plus en plus important pour la sécurité alimentaire[2].
- Sucre de canne : La canne à sucre est cultivée pour la production de sucre et de mélasse.
- Légumes : Les légumes tels que les oignons, les tomates, les piments et les aubergines sont cultivés localement pour la consommation.

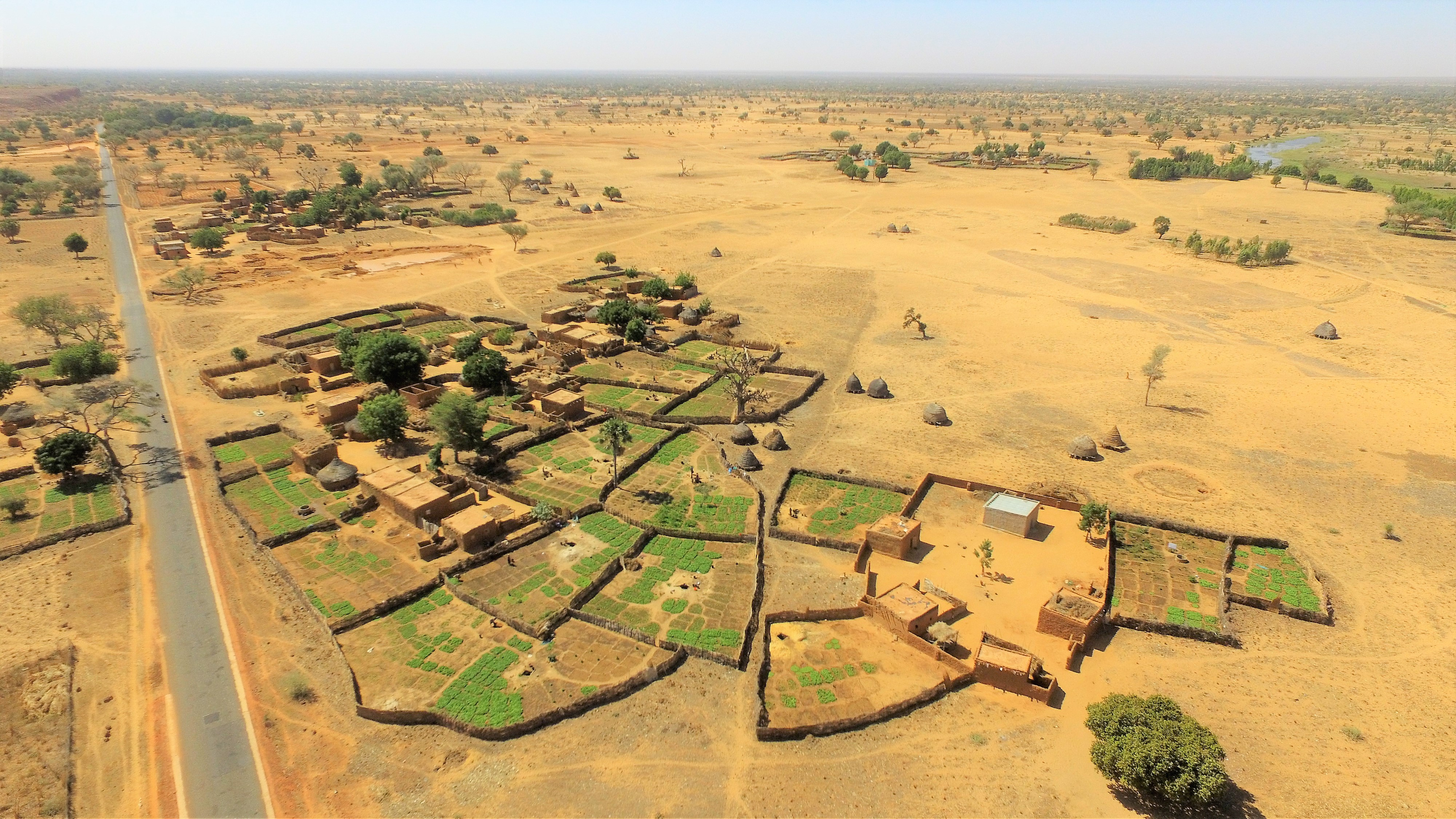
Jardins potagers près de Birni N'Konni.
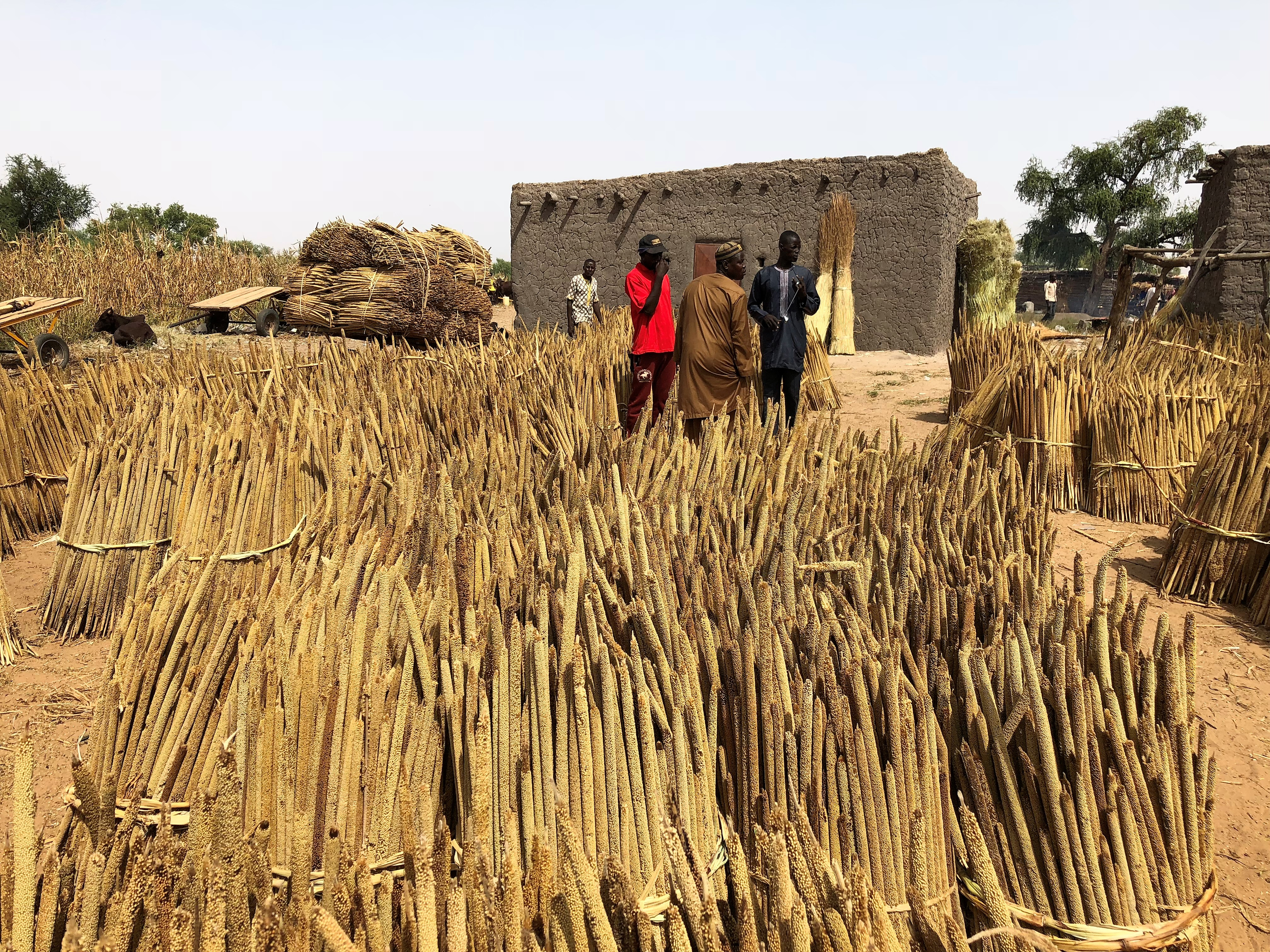
Vente de mil sur le marché de N'Gonga.
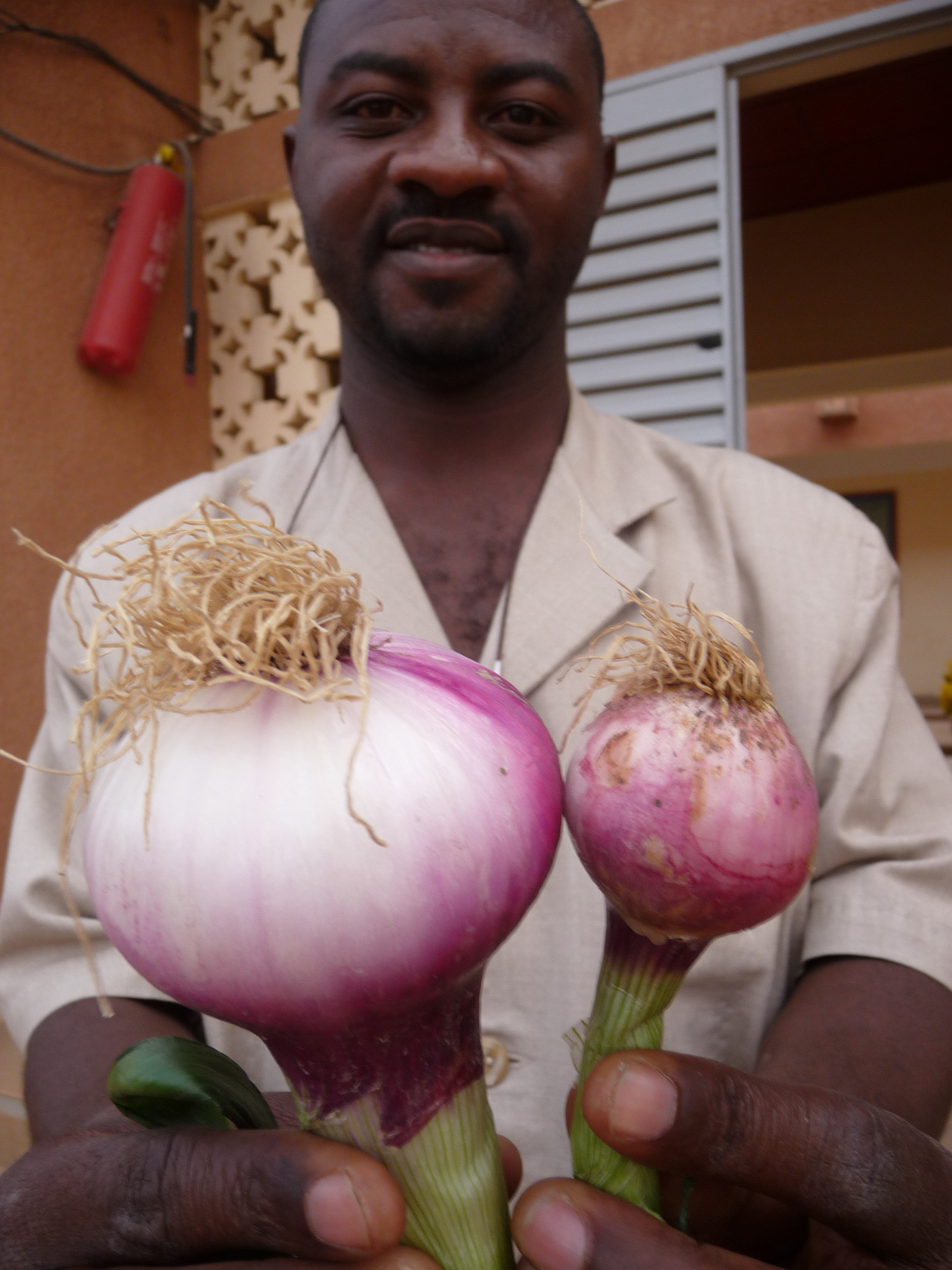
Comparaison de l'oignon avec et sans urine comme engrais.

| Produit              | Superficie (ha) | Production 2010 (t) | Principales régions              |
| Mil                  | 6 513 000       | 3 837 500           | Dosso, Maradi, Tillabéri, Tahoua |
| Sorgho               | 2 545 000       | 1 301 800           | Maradi, Zinder, Tahoua           |
| Riz                  | 14 000          | 30 000              | Tillabéri                        |
| Maïs                 | 2 000           | 9 400               | Diffa                            |
| Fonio                | 3 000           | 5 500               | n/d                              |
| Niébé                | 4 156 000       | 1 773 400           | Diffa, Dosso, Tahoua             |
| Voandzou             | 72 000          | 27 500              | n/d                              |
| Tubercules           | 13 000          | 191 000             | Maradi                           |
| Cultures maraîchères | 68 000          | 530 000             | n/d                              |
| Arachide             | 676 000         | 305 000             | Maradi                           |
| Canne à sucre        | 188 000         | 4 000               | n/d                              |

## Élevage

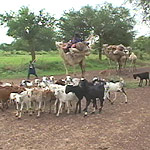
Eleveurs nomades fuyant la sécheresse.
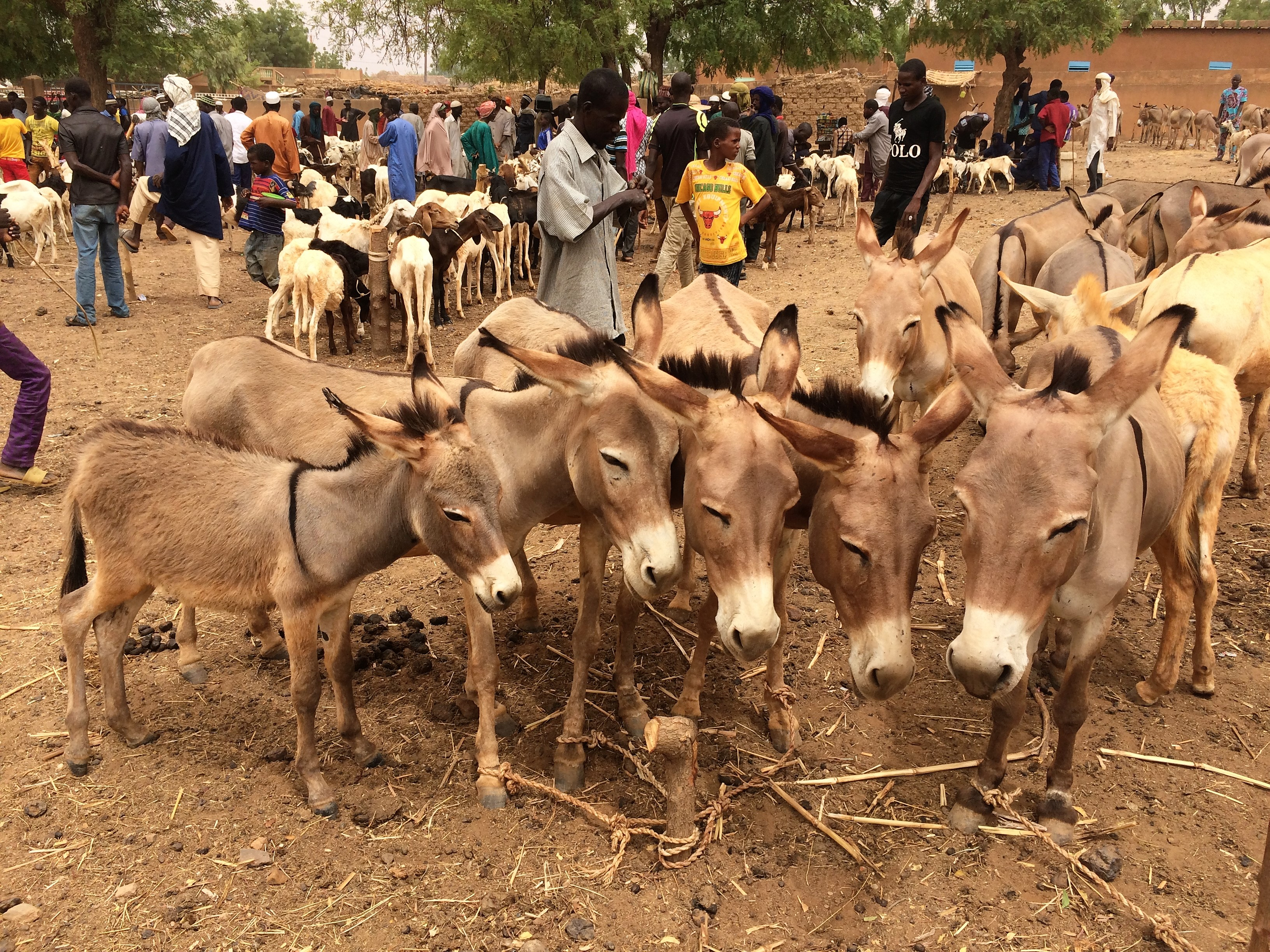
Marché aux bestiaux à Boubon.

L’élevage se pratique de façon extensive, notamment dans les ¾ nord-est du pays. Il représente une part importante de la production agro-alimentaire du Niger. La consommation de viande étant faible, le Niger est exportateur net de bétail, de peaux et de viande. La production de lait est insuffisante et doit être compensée par des importations.
| Type de bétail | Nombre de têtes | Principales régions           |
| Caprins        | 13 673 000      | Zinder, Tahoua, Maradi        |
| Ovins          | 10 917 000      | Zinder, Tahoua, Maradi        |
| Bovins         | 9 817 000       | Zinder, Tillabéri, Tahoua     |
| Camelins       | 1 670 000       | Tahoua, Diffa, Maradi, Zinder |
| Asins          | 1 631 000       | Tahoua, Zinder, Tillabéri     |
| Equins         | 242 000         | Zinder, Diffa                 |

## Exportation
Le Niger est un pays d’Afrique de l’Ouest qui exporte divers produits pour 122 659 601 tonne (2015). Voici quelques-unes des cultures d’exportation :
- Oignons : Depuis quelques années, l’oignon s’impose comme l’une des cultures principales d’exportation du Niger. Les oignons nigériens sont appréciés dans les marchés régionaux, notamment pour leur variété appelée « violet de Galmi », connue pour ses qualités culinaires. Ils sont principalement exportés vers des pays tels que la Côte d’Ivoire, le Ghana, le Togo, le Bénin et le Burkina Faso.
- Haricots : Les haricots font également partie des produits exportés par le Niger.
- Viande : Le secteur de l’élevage contribue aux recettes d’exportation grâce à la viande et d’autres produits animaux.